# Kasang (Jambi Timur)
Kasang is een bestuurslaag in het regentschap Jambi van de provincie Jambi, Indonesië. Kasang telt 5507 inwoners (volkstelling 2010).